# Anna från Dalen gick på Nalen
Anna från Dalen gick på Nalen skrevs av Kai Gullmar (musik) och Hasse Ekman (text), med sång av Brita Borg och Hasse Ekman. 
Den är med i filmen Lilla Märta kommer tillbaka.

### Fotnoter
1. ↑  ”Anna från Dalen gick på Nalen”. Svensk filmdatabas. 8 mars 1948. http://www.sfi.se/sv/svensk-filmdatabas/Item/?type=MUSIC&itemid=3088. Läst 31 januari 2015.
2. ↑  ”Anna från Dalen gick på Nalen”. Svensk filmdatabas. 8 mars 1948. http://www.sfi.se/sv/svensk-filmdatabas/Item/?itemid=4229&type=MOVIE&iv=Music. Läst 31 januari 2015.